# Linneus (Missouri)
Pour les articles homonymes, voir Linneus.
Linneus est une ville américaine, siège du comté de Linn, situé dans l'État du Missouri, aux États-Unis. Lors du recensement de 2010, elle comptait 278 habitants.